# Fel (film)
A Fel (eredeti cím: Up) 2009-ben bemutatott amerikai 3D-s számítógépes animációs film, amely a 10. Pixar-film. Az animációs játékfilm rendezője a Szörny Rt.-t is jegyző Pete Docter, producere Jonas Rivera. A forgatókönyvet Bob Peterson és Pete Docter írta, a zenéjét Michael Giacchino szerezte. A mozifilm Walt Disney Pictures és a Pixar Animation Studios gyártásában készült, és szintén a Disney forgalmazásában jelent meg. Műfaját tekintve kalandos filmvígjáték. A főbb szerepekben Ed Asner, Christopher Plummer, Bob Peterson és Jordan Nagai hallhatók.
Amerikában 2009. május 29-én mutatták be, a 2009-es cannes-i fesztivál első animációs filmjeként, majd 2009. október 9-én az Egyesült Királyságban, Magyarországon 2009. október 15-én.
Ez a Pixar első Disney Digital 3-D-ben is bemutatott mozifilmje, melyet egy Partly Cloudy című rövidfilmmel reklámoztak a mozikban. A kijelölt mozikban Dolby 3D-ben is leadták a filmet.
A film kiemelkedően pozitív fogadtatásban részesült; 97%-os eredményt ért el a Rotten Tomatoes nevű filmkritikai weboldalon. A filmen alapuló videójáték 2009. május 26-án jelent meg.

## Rövid történet
Egy zsémbes öregember és egy kiscserkész egy házzal Dél-Amerikába repülnek, héliummal felfújt léggömbök segítségével.

## Cselekmény
|  | Alább a cselekmény részletei következnek! |

A félénk, csendes fiatal fiú, Carl Fredricksen megismerkedik egy eleven, hiányos fogú, fiús lánnyal, Ellie-vel. Mivel mindketten szeretnek felfedező utakra járni, ahogyan kedvenc hősük, Charles F. Muntz is, ezért hamar megtalálják a közös témát, s Carl ígéretet tesz Ellie-nek, hogy majd egyszer elutaznak a dél-amerikai Angel-vízeséshez.
Később összeházasodnak és együtt öregszenek meg abban az öreg házban, ahol először találkoztak, közben életüket léggömb-árusként és állatgondozóként élik le. Mivel nem lehet gyerekük, ezért megpróbálnak megtakarítani pénzt a dél-amerikai útra, de az üvegperselyben lévő összeget mindig kisebb-nagyobb kiadásokra kell fordítaniuk (eltörik Carl lába, defektes lesz az autójuk, stb.). Mikor már végre összegyűlt annyi pénzük, hogy megvegyék a repülőjegyeket, Ellie meghal, egyedül hagyva Carlt az otthonában, amitől egy besavanyodott, depresszív, remeteként élő öregember válik belőle.
Ahogy múlnak az évek, Carl háza körül felhőkarcolók épülnek, és a házát egy építési vállalkozó meg akarja venni, ám ő nem adja el. Carl megvédi a postaládáját az ott dolgozó ügyetlen munkásokkal szemben is, de heves fellépése miatt beidézik a bíróságra testi sértés miatt, és kis idő múlva a bíróságtól jött levélben az áll, hogy az Árnyas tölgy nevű nyugdíjasotthonba kell költöznie.
Egy fiatal cserkészfiú kopogtat az ajtaján és felajánlja segítségét, mert szeretné megszerezni azt a kitűzőt, amit a segítség ellenében megkapna. Carl elutasítja a kérést, mondván, hogy nincs szüksége segítségre, de a fiút nem tudja lerázni, ezért azt mondja neki, hogy éjszakánként egy túzok szokott mászkálni a kertjében, azt kellene a fiúnak elkapnia.
Carl, hogy Ellie-nek tett ígéretéhez hű legyen, az otthonba költözés helyett rengeteg héliumos lufi segítségével felemeli házát a levegőbe és elindul Dél-Amerika felé. Russell, a fiatal „vadonfelfedező” csak a felszállás után kerül elő, mivel ott maradt elbújva a ház verandáján az előző napi "túzokvadászat" után.
Russell hiába figyelmezteti az öreget, hogy egy cumulonimbus felhő van előttük, Carl már korábban kikapcsolta a hallókészülékét, hogy ne hallja a gyereket. Miután átverekedték magukat a viharon, egy szakadéknál találják magukat a vízesés előtt. Mivel a hélium lassan kiszökik a léggömbökből, a ház egyre lejjebb ereszkedik. Carl és Russell megpróbálják arrébb húzni a házat, azt remélve, hogy kikerülik a szakadékot és még marad is elég hélium a léggömbökben, hogy oda tudjanak menni. Ahogy közelednek, megállnak pihenni, mert Russellnek WC-re kell mennie, de mivel a dzsungelben nincsen WC, ezért arrébb vonul, és kiscserkészhez illően egy lapáttal elássa a „végterméket”. A földön egy nagy madár lábnyomait fedezi fel, és a nyomukba ered. Közben egy tábla csokoládét majszolgat, amit észrevétlenül a színes tollú, földön közlekedő madár is megdézsmál. Russell szívesen megosztja a csokoládét a madárral, akivel jó barátok lesznek. Nem tudván, hogy a madár nőstény, elnevezi Kevinnek.
Később egy Dug nevű, tolmácsgéppel beszélni képes kutyát találnak, akit (mint később kiderül) éppen a madár felkutatására küldött a gazdája, több más kutyával együtt. Találkoznak a gazdájával is, aki nem más, mint Charles Muntz, aki Carlnak a gyermekkorában a kedvenc felfedező hőse volt. Muntz évtizedek óta Dél-Amerikában él, mert egy nagy madarat keres, amit haza szeretne vinni, hogy visszaszerezze hírnevét és bebizonyítsa a tudósoknak: igenis létezik ilyen nagy testű madár. Carl valósággal izgalomba jön a kedvenc hősével való találkozáskor, de mikor rájön, hogy Muntz Kevint el szeretné kapni és megölni, megszökteti tőle a madarat. A szöktetés közben Dug megpróbálja feltartóztatni Muntz kutyáit, ami sikerül is, de Kevin lába megsérül.
Miközben Carl és Russel Kevint ápolják, addig Muntz és kutyái, nyomon követve Carl-éket, utánuk erednek egy Zeppelin-léghajóval a Dug nyakörvére tett nyomkövető segítségével. Amikor megtalálják őket, Muntz felgyújtja Carl házát, de azt nem sokkal később sikerül eloltani. Az öregember megpróbálja Kevint megvédeni, nehogy elvegye Muntz, de ő és kutyái gyorsabbak, elkapják a madarat egy hálóval és elrepülnek vele a léghajójukkal.
Habár az öregember Ellie kívánsága szerint sikeresen átsiklik a vízesés mellé és leszáll a földre a házával, elveszti Russellt, aki néhány léggömbbel elindul a madár után. Az öreg leül a házában, megtalálja Ellie gyerekkori emlékalbumát és újra átéli azokat a kedves pillanatokat, melyeket Ellie-vel élt át házasságuk során. Az album végén egy megjegyzésre lesz figyelmes, melyben volt felesége megköszöni Carlnak a sok-sok közös kalandot és arra biztatja, hogy mindig azt tegye, amit jónak lát. Az öregember felbátorodva Ellie jókívánságán, kilép a házból, hogy Russell után nézzen, aki már Muntz nyomába eredt. Kidobja a házból a kanapét, a hűtőt, a tévét, s minden egyéb haszontalan és súlyos dolgot, hogy felemelkedhessen a levegőbe és Duggal Muntz után eredhessen.
Közben Russell egy ablakon keresztül bejut Muntz léghajójába, de elkapják a kutyák. Rákötözik egy székre és ledobják a földre, de Carl épp jókor jön a lebegő házával és megmenti, majd a kisfiút beviszi a házba. Az öreg és a kutya beszállnak a léghajóba, majd elcsalják a kutyákat a fogva tartott Kevin mellől, így ki tudják szabadítani a madarat. Ezután Carl és Muntz szemtől szembe megküzdenek egymással (az öregember a botjával védekezik, a kalandor pedig egy karddal támad), Dug pedig egy szerencsés fordulat következtében falkavezér lesz a kutyák között. A kiscserkész kiszabadítja magát, de beleakad a házból kilógó locsolócsőbe és a két öreg által vívott közelharc kellős közepébe csöppen. Mikor Carl segítségért kiált, Russell megzavarja a léghajót irányító kutyákat és átveszi az irányítást, hogy segíthessen barátainak, akik mostanra már a léghajó tetejére kerültek. A nagy küzdelem során Muntz kilő néhány lufit a puskájával, amitől lejjebb ereszkedik az öreg háza, de Carl megmenti Russellt, Dugot és Kevint. A legyőzött Muntz lezuhan a léghajóról, néhány lufival a derekán, miközben Carl háza a gazdája nélkül a felhők közé süllyed.
Az öregember átveszi a pórul járt Muntztól a léghajót és visszaviszi társaival Kevint a kiscsibéihez, majd Russell és Dug is a városba mennek, a Fiatal Felfedezők ünnepségére, hogy a kisfiú átvehesse a jelvényét. Minden kiscserkész mellett ott áll az apukája, de mikor Russellhez érnek, hogy átadják a kiérdemelt jelvényét, nincs mellette senki. Kisvártatva Carl rohan be a pódiumra, hogy büszkén átvehesse a Russellnek járó jelvényt és feltűzhesse rá. Ám nem a kiérdemelt jelvényt tűzi fel, hanem azt, amelyiket valamikor Ellie adott Carlnak az első találkozásukkor. Végül az öregember felüdül az átélt kalandoktól és egy boldog aktív cserkészönkéntes válik belőle, „nagyapai módon” kötődve Russellhez és Dughoz.
Amíg Carl a léghajóban repítette vissza Kevint a kiscsibéihez a többiekkel, az öregember háza éppen ott száll le, ahová Ellie gyermekkora óta el szeretett volna utazni: a vízesés tetejére.
|  | Itt a vége a cselekmény részletezésének! |

## Szereplők
| Szereplő         | Eredeti hang            | Magyar hang         | Leírás |
| ---------------- | ----------------------- | ------------------- | --- |
| Carl Fredricksen | Ed Asner                | Makay Sándor        | A 78 éves öregember. A film rendezője és producere szerint sokat segített nekik Carl megírásában Asner kitalált televíziós személyisége, Lou Grant, mert egy olyan szereplőt szerettek volna megalkotni, akit lehet szeretni és nem szeretni arckifejezései láttán. Mikor találkoztak Asnerrel és megmutatták neki az addig elkészült karaktert, így reagált rá poénosan: „Én nem is ilyennek nézek ki.” |
| Carl Fredricksen | Jeremy Leary (fiatalon) | Bogdán Gergő        | A 78 éves öregember. A film rendezője és producere szerint sokat segített nekik Carl megírásában Asner kitalált televíziós személyisége, Lou Grant, mert egy olyan szereplőt szerettek volna megalkotni, akit lehet szeretni és nem szeretni arckifejezései láttán. Mikor találkoztak Asnerrel és megmutatták neki az addig elkészült karaktert, így reagált rá poénosan: „Én nem is ilyennek nézek ki.” |
| Charles F. Muntz | Christopher Plummer     | Tordy Géza          | Amikor Carl és Ellie kisgyerekek voltak, Muntz-ot, a kalandort igazi hősként tisztelték. Miután Muntz egy 4 méter magas madárcsontvázat mutatott meg a tudósoknak, ők azt állították, hogy a csontváz hamis és arra kérték, hogy mutasson meg nekik egy valódi 4 méter magas madarat. Így Muntz Dél-Amerikába utazott, hogy bebizonyítsa felfedezését. Sok év elteltével a kalandor kapzsivá és paranoiddá vált, s attól félt, hogy aki Paradise Falls-hoz jött, az meg akarja szerezni előle a madarat. Mellesleg ő találta fel és készítette el a tolmácsnyakörvet, amely lefordítja a kutyák gondolatait emberi beszéddé. Pete Docter Charles Lindbergh-hez és Howard Hughes-hoz hasonlítja Muntz-ot. |
| Russell          | Jordan Nagai            | Ducsai Ábel         | A fiatal kiscserkész. A Vadon Felfedező Russell potyautasként száll fel Carl lebegő házára, majd végigkíséri kalandos útján az öregembert, hogy megszerezhesse az utolsó jelvényét. Útja során rájön, hogy a vadon sokkal vadabb, mint ahogy azt ő gondolta, s megjegyzi, hogy az apukája mindig elfoglalt és soha nem tud vele foglalkozni. A kisfiú egyik megjegyzése alapján Carl azt gondolja, hogy Russell szülei már nincsenek együtt. Russell-t a Pixar egyik animátoráról, Peter Sohnról mintázták, akit a filmben „kövér postásnak” neveznek a kutyák. Docter, a film rendezője 400 fiút hallgatott meg, hogy kiválassza a legmegfelelőbb szinkronhangot Russellnek. Nagai 7 évesen elment egy meghallgatásra testvérével, ahol Docter rájött: a fiú ugyanolyan sokat beszél, mint Russell, úgyhogy őt választotta. Docter csiklandozással és fel-le való emelgetéssel is bátorította a kisfiút a Kevinnel való találkozós jelenetnél szinkron közben. Az Ázsiai-Amerikaiak pozitívan fogadták, hogy a Pixar először alkalmazott ázsiai szereplőt valamelyik filmjében. |
| Ellie            | Elizabeth Docter        | Károlyi Lilla       | Carl felesége, akinek eredeti hangját a rendező lánya szolgáltatta. Ellie egy nagyon életerős karakter, aki csupán egyszer mutatkozik levertnek, mikor megtudja, hogy nem születhet gyereke. |
| Dug              | Bob Peterson            | Hujber Ferenc       | A beszélő golden retriever. Dug és a többi kutya egy úgynevezett tolmácsnyakörv segítségével képes beszélni az emberekkel, akár több nyelven is. Peterson rögtön tudta, hogy muszáj megszólaltatni Dugot, mikor leírta a következő sort: „Még csak most találkoztam veled, de máris megszerettelek!”. Ezt egy kisfiú mondta neki, mikor tábori tanácsadó volt az 1980-as években. A film végén a stáblistánál egy olyan képet lehet látni, amin Dug szerepel sok-sok kutyakölyökkel és egy hozzá hasonló nőstény kutyával. Dug már a Pixar előző filmjében, a L’ecsóban is szerepelt, falra vetődött árnyékként Remy-re ugatva. |
| Alpha            | Bob Peterson            | Fenyő Iván          | A dobermann, Muntz kutyáinak vezetője. Pete Docter azt mondta, hogy „Alpha azt gondolja magáról, hogy ő Clint Eastwood”, de a kinézetétől eltekintve, egyáltalán nem olyan, mint Eastwood: ha meghibásodik a nyakán lévő tolmácsnyakörv, akkor Alpha hangja vékony lesz és úgy beszél, mintha héliumot szívott volna. Viszont, ha jól működik a nyakörv, akkor mély és félelmetes hangja van. |
| Beta             | Delroy Lindo            | Ganxsta Zolee       | A rottweiler és még jó néhány kutya. |
| Gamma            | Jerome Ranft            | Csuja Imre          | A bulldog és még jó néhány kutya. |
| Omega            | Josh Cooley             | Sörös Miklós        | Szintén Muntz egyik kutyája. |
| Kevin            | Pete Docter             | Saját hangján       | Egy nagy testű, Carlnál jóval magasabb, repülésképtelen trópusi madár. Habár Russell férfinevet ad neki, csak később jön rá, hogy a madár nőstény. A film végén kiderül, hogy három kis trópusi fiókája van. A madár színes tollazatát a hím himalájai fényfácántól kölcsönözték a készítők, a létező madár azonban a filmbélinél jóval kisebb termetű. |
| Strauch          | Pete Docter             | Varga Gábor         | A cserkészmester eredeti hangja a film rendezője. Strauch-t a film végén lehet látni, amikor átadja a jelvényt Russellnek. |
| Tom              | John Ratzenberger       | Faragó András       | Építőmunkás. Ő kérdezi meg Carltól, hogy eladó-e már a háza. |
| Steve            | Danny Mann              | Bardóczy Attila     | Építőmunkás. |
| Edith rendőrnő   | Mickie McGowan          | Némedi Mari         | |
| George ápoló     | Donald Fullilove        | Rajkai Zoltán       | |
| AJ ápoló         | Jess Harnell            | Petridisz Hrisztosz | |
| Híradói bemondó  | David Kaye              | Kassai Károly       | |

## Háttérmunka

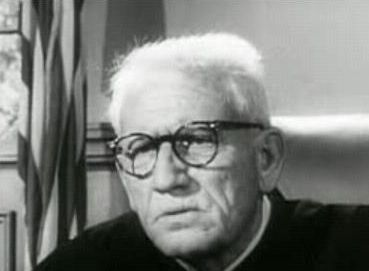
A főszereplő, Carl Fredricksen karaktere Spencer Tracy színészen alapul.

A film forgatókönyvét 2004-ben kezdték el írni. A repülő ház ötlete a film rendezőjétől, Pete Docter-től származik. Úgy gondolta, hogy jó elképzelés kirepülni egy házzal a bosszantó hétköznapok szürkületéből. Thomas McCarthy, Docter és Bob Peterson három hónapig írták a film történetét. Docter, miután lerajzolt egy zsémbes öregembert néhány lufival, kitalálta, hogy a főszereplő egy idős úr legyen. A választásuk azért esett egy öregemberre, mert úgy érezték, hogy tapasztalataik és világnézetük legfőképpen a humorból ered. Doctert viszont nem érdekelte az idős főszereplő, azt mondván, hogy Carl inkább Russell nagypapája legyen.
Docter azt mondta, hogy a film jól tükrözi a Disney nagy alkotóival való közös barátságukat. Frank Thomas, Ollie Johnston és Joe Grant még a film bemutatása előtt elhunytak, így az alkotást nekik ajánlották a készítők. Grant, halála előtt beleegyezésével hozzájárult a filmhez egy szkripttel és pár tanáccsal. Docter szerint mindenképpen szükség volt egy „érzelmi szálra” a filmben (Carl szomorúsága felesége halála miatt), s ezért boldogan emlékszik vissza Grantre, mivel nélküle nem lehetett volna egy ilyen hóbortos mesét létrehozni. Docter úgy érzi, hogy Grant személyisége jóval nagyobb hatással volt Carl feleségére, Ellie-re, mint magára a főszereplőre. Az öregember személyisége Spencer Tracy-n és Walter Matthau-n alapszik, azzal érvelve, hogy „volt valami aranyos ezekben az idős zsémbes fickókban”. Docter és Jonas Rivera észrevették, hogy Carl bájos természete, rosszkedve ellenére, az idősektől származik:
Bájos természete és idős mentalitása miatt olyan dolgokat tud kimondani, amiket mások nem. Ha elmennénk Joe Granttel ebédelni, akkor biztos úgy szólítaná meg a pincérnőt, hogy "édesem". Remélem én is fogom majd egyszer "édesemnek" szólítani.
Az alkotók első elképzelése az volt a filmmel kapcsolatban, hogy Carl kövesse a feleségét fel az égbe. „Ez valamilyen öngyilkos küldetés volt, vagy valami hasonló. Elég problémás lett volna, mivel mi van akkor, miután felszáll? Úgyhogy ki kellett találnunk, hogy Carl mégse haljon meg és ne szálljon fel az égbe.” Docter megalkotta Dugot, a kutyát, hogy egy kis színt vigyen a filmbe kutyás gondolataival. Az ötlet onnan jött, hogy mi lenne akkor, ha valaki összetörne egy lemezlejátszót, és az folyamatosan mély hangon szólna. Russellt nem sokkal később azután adták hozzá a történethez, miután megalkották Dugot és Kevint: a kisfiú és a munkások fellépésével a film kevésbé érezhető egy sorozat részének.
A Carl és Russell közti kapcsolat azt mutatja, hogy „az öregember nincs teljesen felkészülve a kisfiú túlbuzgóságára”. Docter azt mondta, hogy a Fel-t a „jön az öregség” és a „befejezetlen szerelem” kategóriájú filmek közé sorolta, amiben Carl mindig azon gondolkozik, hogy elveszítette feleségét. A rajzfilmhez olyan filmekből nyertek ihletet, mint például a Casablanca és A Christmas Carol. Mindkét film arról szól, hogy egy férfi elveszít valami számára fontosat és útja során újra értelmét nyer élete. Ezenkívül még a The Muppets, a Hayao Miyazaki, a Dumbo és a Peter Pan filmek is segítették munkájukat, s habár hasonlóságot véltek felfedezni a The Wonderful Wizard of Oz című filmben, megpróbálták úgy elkészíteni a Fel-t, hogy az ne hasonlítson érzelmileg rá. Van egy jelenet a Fel-ben, mikor Russell és Carl keresztülhúzzák a házat a dzsungelen. A Pixar alkalmazottai összehasonlították ezt a jelenetet a Fitzcarraldo-val, melyet Docter inspirációként megnézett a A misszió-val együtt.
Charles Muntz karakterét Charles B. Mintz rajzfilmproducerről mintázták, aki ellopta Walt Disney sikerkarakterét, Oswald a szerencsés nyulat, így Mintz-nek, Disney kérésére, muszáj volt elkészítenie egy másik hasonlóan jó karaktert, amely Mickey egér lett. Mintz, csakúgy, mint Muntz, végül megkapta méltó büntetését.

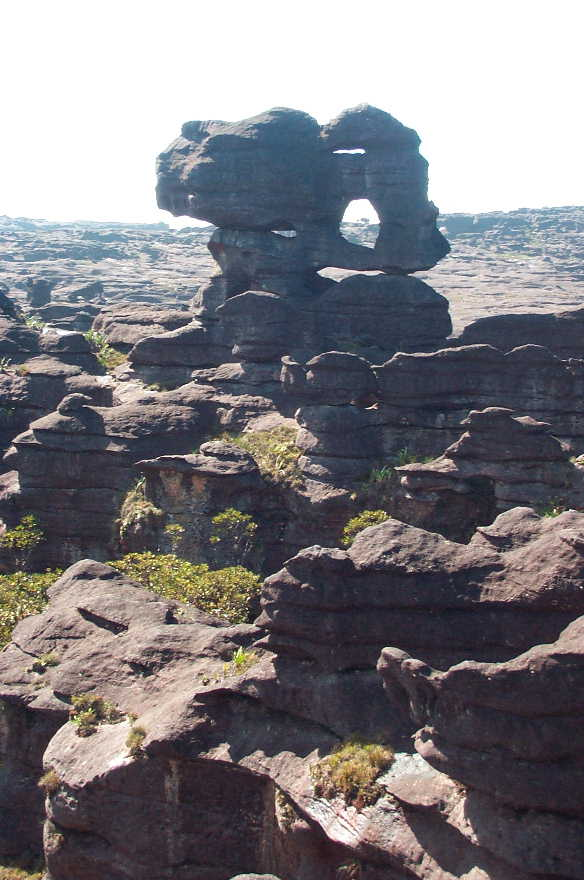
2004-ben Docter és még 11 másik Pixar alkalmazott meglátogatta a venezuelai Roraima és Kukenán tepuikat (táblahegyek), hogy a film hitelesebb legyen

Miután Docter kapott egy videót Ralph Egglestontól a tepui hegyekről, Venezuelát választotta a film helyszínéül. 2004-ben Docter és még 11 másik Pixar alkalmazott három nap alatt repülővel, helikopterrel és dzsippel kutatás céljából körbejárta a Roraima és Kukenán tepuikat. Három éjjel keresztül rajzoltak és vázlatokat készítettek, továbbá különböző veszélyes hangyákat, moszkitókat, skorpiókat, békákat és kígyókat vizsgáltak. Elutaztak még Brazíliába és a Auyán-tepuihoz is, az Angel-vízeséshez. Docter így vélekedett a kutatásról:
Nem tudtuk felhasználni a filmhez a köveket és a növényeket. Túl távoliak lettek volna, nem tűntek volna valósnak.
A készítőknek kihívást jelentett a film megtervezése, mivel egyszerre kellett valósághűen ábrázolniuk a Tepuis szürreális környezetét és a nagy hegyeket. A Sacramento-i Állatkerthez is ellátogattak, megfigyelni a himalájai fényfácánt, hogy a filmben szereplő Kevin nevű madár élethű legyen. Russellt kissé Ázsiai-Amerikainak ábrázolták, s Peter Sohn-ra emlékeztető külsőt adtak neki, aki mellesleg a Fel Partly Cloudy című kisfilmjét rendezte.
Docter azt szerette volna, hogy ha Carl teste egyforma lenne: négyzetes alakja van, ami a házát szimbolizálja, miközben felesége teste egy lufihoz hasonlít. Nehézséget jelentett a szereplők természetes ábrázolása, habár Docter azt mondta, hogy jobban néznek ki, mint a Toy Story animált emberei, akik úgy néztek ki, mintha „elrémisztő árok”-ban szenvednének. Al Hirschfeld, Hank Ketcham és George Booth rajzfilmesek is hozzájárultak az emberibb kinézethez. Jóval nehezebb volt élethűen ábrázolni a szereplők ruháit, mint egy 10 000 léggömbös házat, s egy új program szimulálta Kevin színes tollazatát. Ahhoz, hogy meganimálhassák az idős Carlt, a Pixar alkalmazottai saját szüleiket és nagyszüleiket vizsgálgatták és az Idősek Olimpiájából is megnéztek egy részt.
A technikai rendező megtervezte Carl házának reptetését, amihez 23 millió léggömbre volt szüksége, de Docter rájött, hogy ha ennyi lufit használnának fel, akkor csak kis pontoknak látszanának. Ehelyett a lufik méretét inkább kétszer akkorára növelték, mint Carl. A ház reptetéséhez összesen 10 927 lufit, a fel-le való mozgatásához pedig 20 622 darabot használtak fel, de a számuk a jelenetektől függően változott.

## Televíziós megjelenések
- HBO, HBO Comedy, HBO 2, Digi Film
- RTL Klub, Super TV2, Disney Channel, Mozi+, M2